# Denali Highway

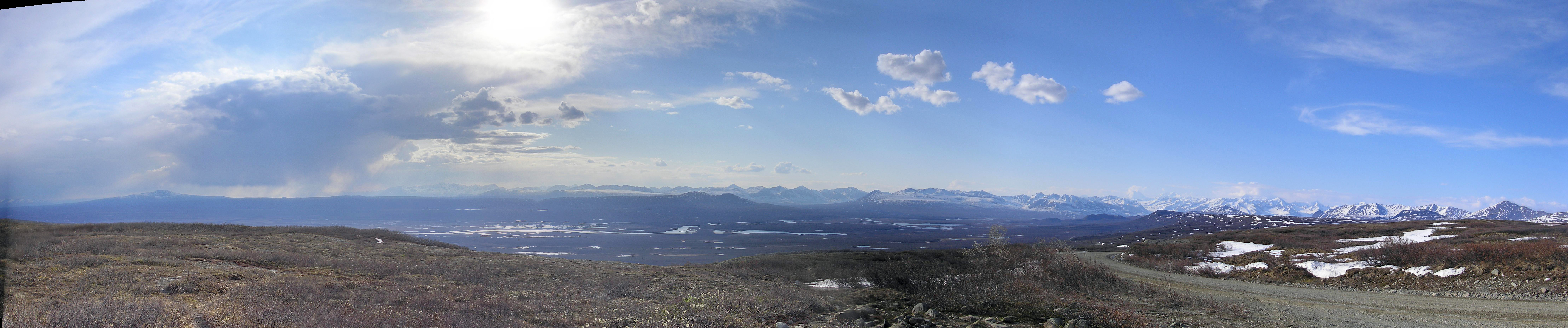
Blick vom Maclaren Summit auf die Alaskakette

Der Denali Highway ist eine Straße in Alaska (Alaska Route 8), die auf einer Länge von 218 km die Orte Paxson am Richardson Highway und Cantwell am George Parks Highway verbindet.
Zum Zeitpunkt des Baus 1957 war der Denali Highway die einzige Straße zum Denali-Nationalpark. Erst 1971, mit dem Bau des George Parks Highways, in den der Abschnitt des Denali Highways von Cantwell bis zum Parkeingang integriert wurde, entstand ein zweiter Zufahrtsweg.
Die Straße verläuft entlang des Südhangs der Alaska Range und führt durch weitgehend unberührte, menschenleere Gebirgslandschaft, die von Gletschern geformt wurde. Moränen, Kamen, Toteis und Ose sind von der Straße aus zu sehen. Sie durchquert in ihrem Verlauf die Einzugsgebiete der Flüsse Copper, Tanana und Susitna.

Die ersten 34 km von Paxson aus sind asphaltiert, der Rest des Highways besteht aus Schotter. Auf den ersten 72 km von Osten kommend windet sich die Straße durch die Amphitheater Mountains und überquert dabei den Delta River und den Maclaren Summit, den mit 1245 m zweithöchstgelegenen Punkt einer öffentlichen Straße in Alaska nach dem Atigun Pass. Danach kreuzt die Straße den Maclaren River und verläuft bis zum Susitna River entlang der Südflanke der Clearwater Mountains. Dann durchquert sie eine Sanderebene bis zum Nenana River, dem sie bis nach Cantwell folgt.